# ŁKS Łódź
Łódzki Klub Sportowy – polski wielosekcyjny klub sportowy z siedzibą w Łodzi, założony w 1908 roku, zarejestrowany w roku następnym. Najstarszy istniejący klub Łodzi i jednocześnie jeden z najstarszych polskich klubów sportowych. ŁKS to 23-krotny mistrz Polski w sportach drużynowych. Indywidualnie, ełkaesiacy 6-krotnie zdobywali medale na igrzyskach olimpijskich oraz kilkukrotnie w różnych dyscyplinach na mistrzostwach Europy i świata.

## Historia w zarysie

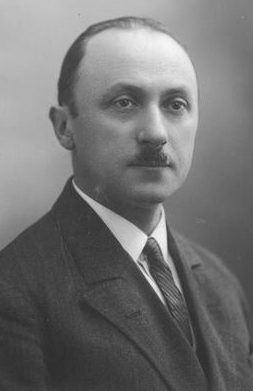
Arnold Heiman – jeden z założycieli klubu

### Powstanie klubu
Łódzki Klub Sportowy to wielosekcyjny klub, powstały w 1908 roku. Jego założycielami byli: Henryk Lubawski, Arnold Heiman i Jerzy Hirszberg. Wniosek do Gubernatora Piotrkowskiego o oficjalną rejestrację klubu złożyli 26 lipca 1909 roku Feliks Markus Wasserzug oraz Arnold Fabianow Heiman. Oficjalnej rejestracji dokonano 6 sierpnia, dokonując wpisu do rejestru towarzystw i związków sportowych guberni piotrkowskiej.
Pierwszą sekcją w klubie była piłka nożna, następnie lekkoatletyka i tenis ziemny. Pod koniec lat 20. XX wieku zaczęto uprawiać w ŁKS hokej na lodzie, powołano do życia także sekcję gier sportowych, w skład której wchodziła koszykówka, siatkówka oraz hazena. Wkrótce powstały kolejne: boks, kolarstwo, pływanie itd.

### Prekursorzy i założyciele
ŁKS odegrał ważną rolę w kształtowaniu rozwoju fizycznego łodzian, a także – co równie istotne – podejmował działania na rzecz wychowania patriotycznego, zachowania kultury i tożsamości narodowej oraz dążeń niepodległościowych na początku XX wieku. W dwa lata po powołaniu do życia, klub był jednym z założycieli Łódzkiej Piłkarskiej Ligi Sportowej (Lodzer Fussball Verband); pierwsze futbolowe mistrzostwa Łodzi wygrał dwukrotnie w 1912 i 1913. W 1927 ełkaesiacy byli z kolei współtwórcami Polskiej Ligi Piłki Nożnej – co warte podkreślenia, rozegrali pierwszy ligowy mecz w historii polskiego piłkarstwa.
Dwudziestolecie międzywojenne przyniosło szereg sukcesów w grach zespołowych. W latach 1929–1933 ŁKS zdominował niemal wszystkie rozgrywki gier zespołowych w łódzkim okręgu. Do tego hazenistki klubu 3 razy triumfowały w mistrzostwach Polski, siatkarze 2-krotnie, a piłkarze ręczni raz. Ponadto, klub reprezentowała największa liczba zawodników z Łodzi, którzy wystartowali w tym okresie na igrzyskach olimpijskich (6 na 17).
W międzyczasie w ręce klubowych władz oddano tereny pod budowę kompleksu sportowego dla ŁKS. Na terenach tzw. Parku Sportowego powstał stadion z bieżnią lekkoatletyczną. Oprócz tego wybudowano korty tenisowe, basen pływacki, strzelnicę, a także naturalne lodowisko do gry w hokeja.
15 sierpnia 1924 obchodzono jubileusz piętnastolecia istnienia klubu.

### Okres PRL

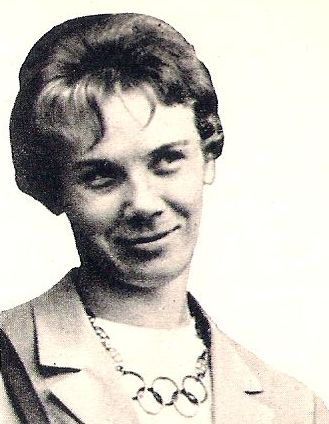
Teresa Ciepły – medalistka igrzysk olimpijskich z 1960

Zaraz po zakończeniu II wojny światowej w 1945 klub wznowił swoją działalność. Reaktywowano większość z przedwojennych sekcji. Jednocześnie powołano do życia nowe – w tym: podnoszenie ciężarów, gimnastyka sportowa i artystyczna, szachy oraz zapasy. W 1949 w wyniku reorganizacji sportu w kraju, władze ŁKS były zmuszone do zmiany nazwy (dodano nowy człon „Włókniarz”) oraz barw klubowych (z biało-czerwonych na zielone). Do tradycyjnej symboliki powrócono w 1956.
W 1953 po jedyne w historii mistrzostwo Polski sięgnęli koszykarze. Pięć lat później tytuł najlepszej drużyny w kraju wywalczyli także piłkarze. W 1967 złote medale zawisły także na szyjach koszykarek, które na długie lata stały się krajową potęgą (w sumie 7 tytułów mistrzowskich w tym okresie). Na najwyższym podium krajowych rozgrywek stanęły także siatkarki (1983). Po medale mistrzostw kraju sięgali także zawodnicy innych dyscyplin sportowych. Doczekano się także udanych startów na arenie międzynarodowej, w tym i na igrzyskach olimpijskich, w których prym wiedli lekkoatleci (medal Teresy Ciepły) i hokeiści (aż 7. reprezentantów).
Rozrastała się baza klubowa. W latach 1968–1971 przeprowadzono gruntowną modernizację stadionu. Wybudowano m.in. trybunę, pod którą umieszczono halę sportową mogącą pomieścić ok. 1 tys. widzów. Z obiektu tego korzystały prawie wszystkie halowe sekcje klubu, w tym koszykarskie (kobieca i męska), siatkarska i lekkoatletyczna. Ponadto, zainstalowano sztuczne oświetlenie, wówczas jedno z nielicznych w kraju.
W 1983 obchodzono jubileusz 75-lecia istnienia klubu.

### Przełom XX i XXI wieku
Okres przemian ustrojowych pod koniec ubiegłego stulecia sprawił, że klub zaczął popadać w coraz większe kłopoty finansowo-organizacyjne. W 1991 zakończyła swą działalność sekcja hokejowa. W dwa lata później siatkarki po spadku z ekstraklasy zostały wycofane z rozgrywek. Mimo początkowych sukcesów (dwa tytuły w 1995 i 1997), 9-krotne mistrzynie kraju, koszykarki, opuściły ekstraklasę na skutek braku odpowiednich funduszy, a piłkarze – także z podobnych powodów – w 2013 rozpoczęli zmagania ligowe od IV ligi (najniżej w historii).
Rok 2014 okazał się rokiem sukcesów poszczególnych sekcji ŁKS. Awans uzyskali piłkarze, koszykarze oraz siatkarki, które awansowały na zaplecze ekstraklasy.
W latach 2017–2019 piłkarze zanotowali trzy kolejne awanse aż do ekstraklasy. Jeszcze większe sukcesy w tym samym czasie zanotowały siatkarki, które po powrocie do ekstraklasy po 23 latach w 2016, w dwa lata później wywalczyły wicemistrzostwo kraju, a w 2019 po raz drugi w historii Klubu sięgnęły po tytuł mistrzyń Polski.

## Klubowy herb
Symbolem nieodzownie związanym z Łódzkim Klubem Sportowym jest tzw. Przeplatanka, która pojawiła się w samych początkach istnienia klubu. Drugim, równie znanym herbem klubu jest biało-czerwono-biała chorągiewka z wypisanymi na niej literami ŁKS. Oba powyższe znaki były przez pewien czas zajęte przez komornika. W zamian za nie niektóre z sekcji łódzkiego klubu używały loga zastępczego (biało-czerwono-biała tarcza z napisem ŁKS i datą powstania – 1908). W 2012 akcjonariuszom klubu udało się odzyskać utracone symbole.

## Barwy
- czarno-białe (początki istnienia klubu)
- czerwone (okres dwudziestolecia międzywojennego)
- zielone (lata 50 XX wieku; reorganizacja sportu w Polsce)
- biało-czerwono-białe (dziś)[14]

## Historyczne nazwy
- 1908 – Łodzianka
- 1908 – Łódzki Klub Sportowy
- 13.03.1949 – ŁKS Włókniarz (fuzja z Dziewiarskim Klubem Sportowym oraz Stowarzyszeniem Sportowym Włókniarz]
- 1956 – powrót do nazwy ŁKS[30]

## Lokale klubowe
- 1910–1914 ul. Szkolna 23 (dziś ul. Mielczarskiego)
- 1918–1919 al. Kościuszki 12
- 1920–1923 ul. Piotrkowska 92
- 1924 ul. Wólczańska 140
- 1927–1930 ul. Piotrkowska 108
- 1931–1933 ul. Piotrkowska 174
- 1934–1936 ul. Piotrkowska 171
- 1937–1938 ul. Piotrkowska 112
- 1939 ul. Pierackiego 5 (dziś ul. Roosevelta)
- 1945–1946 ul. Kościuszki 93
- 1947–1949 ul. Piotrkowska 67
- 1949–1952 ul. Piotrkowska 272
- 1953–1954 ul. Łąkowa 21
- 1955–1962 ul. Zakątna 72
- 1964–1980 ul. Piotrkowska 76[31]

Począwszy od lat 80. XX wieku stała siedziba ŁKS znajdowała się przy al. Unii Lubelskiej 2. Pod koniec 2013 władze klubu i poszczególnych sekcji, w związku z budową nowego stadionu, musiały się z niej wyprowadzić.

## Obiekty sportowe

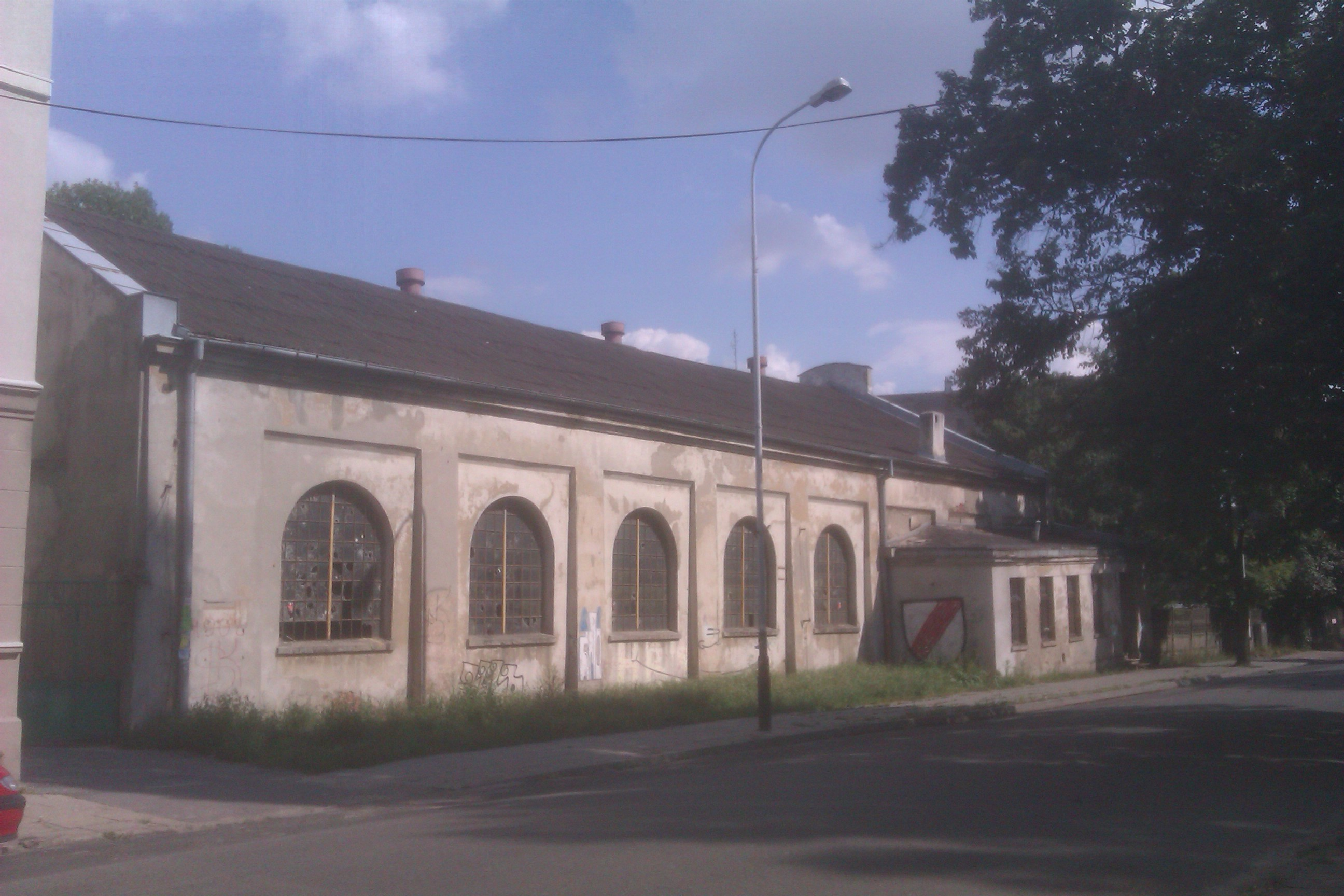
Dawna hala sportowa przy ul. Pogonowskiego

Pierwszym obiektem sportowym ŁKS był plac przy ul. Dzielnej 47 (dziś Narutowicza), następnie przy ul. Srebrzyńskiej 37/39 (1912–1922), a później już teren Parku Sportowego przy al. Unii Lubelskiej 2.

### Obiekty ŁKS
- Stadion Miejski Łódzkiego Klubu Sportowego - z obiektu korzystają piłkarze
- Łódź Sport Arena im. Józefa Żylińskiego - z obiektu korzystają siatkarki

### Pozostałe obiekty, z których korzystali sportowcy klubu
- hala przy ul. Jerzego – dawna hala boksu, tenisa
- hala przy ul. Zakątnej (obecnie ul. Pogonowskiego) – hala zapaśników, ciężarowców i siatkarek
- boisko przy ul. Ogrodowej – dawne boisko treningowe; obecnie pusty plac[34]
- Pałac Sportowy – w latach 1957–1991 z hali korzystali hokeiści ŁKS; obecnie jest to miejsce rozgrywania meczów koszykarek i siatkarek
- Atlas Arena – w sezonie 2011/2012 z obiektu korzystali występujący wówczas w ekstraklasie koszykarze

## Mistrzowie Polski w barwach ŁKS

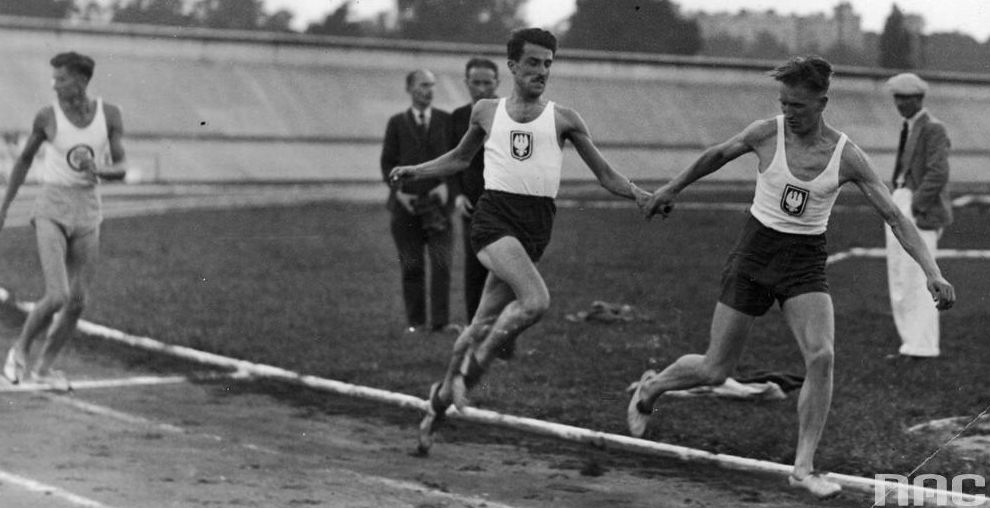
Stefan Kostrzewski (przejmuje pałeczkę) pierwszy mistrz Polski w barwach ŁKS

W roku 1923 Stefan Kostrzewski zdobył dla Łódzkiego Klubu Sportowego pierwsze mistrzostwo Polski w historii. Tytuł ten wywalczył w lekkoatletyce, w biegu na 5000 m.
Ostatnim, jak dotąd, mistrzem Polski w biało-czerwono-białych barwach była Dominika Misterska-Zasowska, sztangistka, która po złoto w kategorii do 63 kg sięgnęła w 2001.
Indywidualnych mistrzów Polski w historii klubu było kilkudziesięciu. Najwięcej tytułów wywalczyli lekkoatleci. Do rekordzistów należą Artur Partyka (skok wzwyż) i Maria Kwaśniewska (rzut oszczepem, trójbój, pięciobój, skok w dal), którzy zdobywali odpowiednio 14 i 11 złotych medali MP. Oprócz ww. dwójki multimedalistami byli także zapaśnik Tomasz Busse (7 tytułów) oraz kolarz Jerzy Bek (6 tytułów).

## Ogółem drużynowych mistrzostw Polski
- piłka nożna: 1958, 1998
- koszykówka żeńska: 1967, 1972, 1973, 1974, 1982, 1983, 1986, 1995, 1997
- koszykówka męska: 1953
- siatkówka męska: 1931, 1932
- siatkówka żeńska: 1983, 2019, 2023[37]
- piłka ręczna męska: 1939
- hazena żeńska: 1929, 1932, 1933
- boks: 1947, 1948

## Olimpijczycy

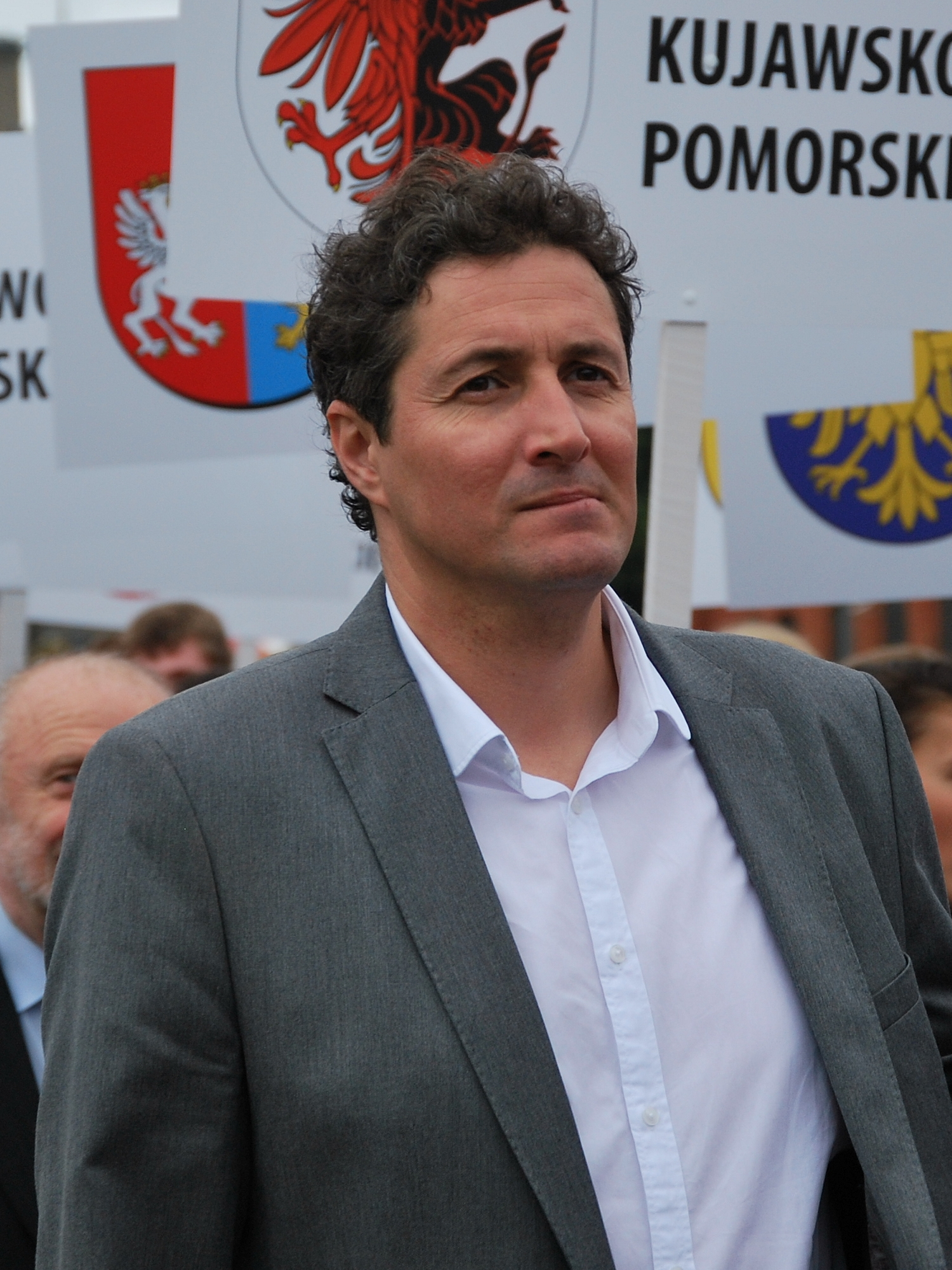
Artur Partyka – dwukrotny medalista olimpijski, najbardziej utytułowany zawodnik ŁKS w jego historii

Ełkaesiaków w historii letnich i zimowych igrzysk olimpijskich startowało 23. Pięciu spośród nich przywoziło z tych imprez medale olimpijskie. Jako pierwsza dokonała tego Maria Kwaśniewska, lekkoatletka, która w 1936 zdobyła brązowy medal w rzucie oszczepem. Najbardziej utytułowanym jest inny lekkoatleta, skoczek wzwyż, Artur Partyka, który przywiózł dwa medale (1992 i 1996). Najliczniejszą zaś grupą spośród łódzkich olimpijczyków stanowią hokeiści, którzy w liczbie 7. reprezentowali ŁKS na igrzyskach. Jeden z nich, Jerzy Potz startował 4-krotnie.
Lista olimpijczyków
- Jerzy Potz – hokeista; 4 starty (1972, 1976, 1980, 1988)
- Artur Partyka – lekkoatleta; 3 starty (1988, 1992 , 1996 )
- Jan Stopczyk – hokeista; 2 starty (1984, 1988)
- Walery Kosyl – hokeista; 2 starty (1972, 1976)
- Wawrzyniec Cyl – piłkarz, 1 start (1924)
- Alfred Reul – kolarz; 1 start (1928)
- Genowefa Kobielska – lekkoatletka; 1 start (1928)
- Władysław Król – hokeista; 1 start (1936)
- Antoni Gałecki – hokeista; 1 start (1936)
- Maria Kwaśniewska – lekkoatletka; 1 start (1936 )
- Roman Kantor – szermierz; 1 start (1936)
- Henryk Szczepański – piłkarz; 1 start (1960)Wawrzyniec Cyl – (w białej koszulce) w trakcie rozgrywania meczu reprezentacji Polski z Węgrami na igrzyskach olimpijskich w Paryżu, w 1924 roku

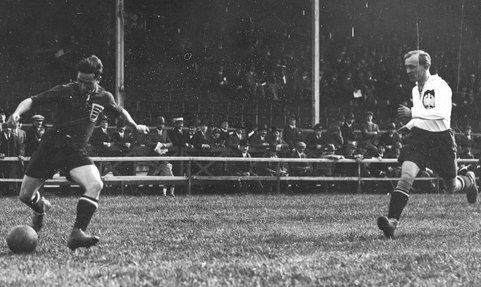
Wawrzyniec Cyl – (w białej koszulce) w trakcie rozgrywania meczu reprezentacji Polski z Węgrami na igrzyskach olimpijskich w Paryżu, w 1924 roku

- Teresa Wieczorek – lekkoatletka; 1 start (1960 )
- Lucyna Krawcewicz – lekkoatletka; 1 start (1968)
- Krzysztof Białynicki – hokeista; 1 start (1972)
- Adam Kopczyński – hokeista; 1 start (1972)
- Kazimierz Maranda – lekkoatleta; 1 start (1972)
- Jan Tomaszewski – piłkarz; 1 start (1976 )
- Leszek Kokoszka – hokeista; 1 start (1980)
- Tomasz Busse – zapaśnik; 1 start (1980)
- Elżbieta Stachurska – lekkoatletka; 1 start (1980)
- Mirosław Żerkowski – lekkoatleta; 1 start (1980)
- Tomasz Wieszczycki – piłkarz; 1 start (1992 )
- Roberta Ratzke – siatkarka; 1 start (2020 )

## Dotychczasowi prezesi klubu
Na stanowisku prezesa Łódzkiego Klubu Sportowego zasiadało do tej pory (stan na 2014 rok) 28 osób. Najwięcej razy funkcję tę obejmowali Heliodor Konopka oraz Zygmunt Kaźmierczak (po 3). Najdłużej piastował ją pierwszy z ww. dwójki.
Kilku z nich – jak choćby Józef Wolczyński i Zbigniew Antoszewski – na co dzień zajmowało się polityką, piastując odpowiednio funkcje ministra i senatora. Z kolei Eugeniusz Chilarski był pułkownikiem Wojska Polskiego. Wśród prezesów ŁKS byli także jego byli sportowcy jak choćby Heliodor Konopka (piłkarz), Szczepan Miłosz (piłkarz i hokeista), Zdzisław Kwapisz (koszykarz).

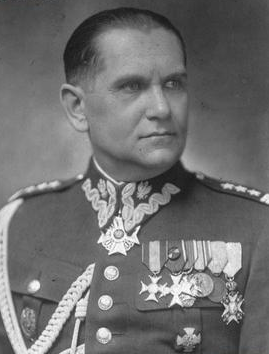
Eugeniusz Chilarski – pułkownik Wojska Polskiego, prezes ŁKS w latach 1929–1934

- 1909 Ryszard Winter
- 1910–1923 Wacław Taubwurcel
- 1923–1925 Julian Woźniak
- 1925–1929 Heliodor Konopka
- 1929–1934 Eugeniusz Chilarski
- 1934–1939 Józef Wolczyński
- 1945–1946 Kazimierz Mijal
- 1946–1949 Heliodor Konopka
- 1949–1951 Marian Dąbrowski
- 1951–1952 Zygmunt Kaźmierczak
- 1952–1953 Stefan Chrapkieiwcz
- 1953–1955 Zygmunt Kaźmierczak
- 1955 Zenon Saganowski
- 1955–1957 Eugeniusz Krupiński
- 1957–1960 Heliodor Konopka
- 1960–1962 Zygmunt Kaźmierczak
- 1962–1966 Stefan Nowak
- 1966–1970 Henryk Adamski
- 1970 Zbigniew Balawajdar
- 1970–1972 Bolesław Kopacki
- 1972–1973 Kazimierz Lipczyk
- 1973–1974 Wacław Zatke
- 1974–1976 Mirosław Jędzejczak
- 1976–1979 Jan Morawiec
- 1979–1984 Stanisław Olek
- 1984–1989 Zdzisław Kwapisz
- 1989–1993 Ireneusz Mintus
- 1993–1994 Mirosław Pękacki (p.o.)
- 1994–1995 Janusz Michaluk
- 1995 Szczepan Miłosz (p.o.)
- 1996–1999 Mirosław Pękacki
- 1999–2000 Zbigniew Antoszewski
- 2000–2009 Roman Stępień
- 2009–2013 Mirosław Wróblewski
- 2013-2016 Łukasz Bielawski
- od 2016 Tomasz Salski

## Honorowi Członkowie ŁKS

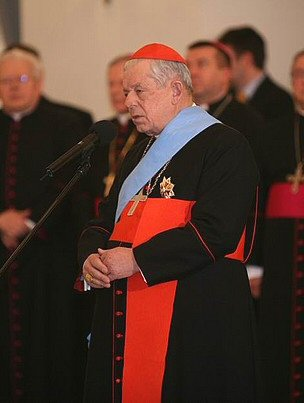
Józef Glemp – honorowy członek ŁKS

Na liście Honorowych Członków ŁKS znajduje się 51 nazwisk. Jej pierwszymi przedstawicielami (1912) zostali: Maurycy Hertz oraz dwaj Anglicy James Gallaway i Thomas Horrocks, którym klub zawdzięczał m.in. otwarcie pierwszego, historycznego boiska przy ul. Srebrzyńskiej 37/39.
Ostatnim, wybranym do tego grona, był Jan Sobieski (2004), legendarny szewc i wieloletni kierownik grup młodzieżowych w klubie.
Ponadto, wśród przedstawicieli tego zaszczytnego grona znajdują się m.in. Henryk Lubawski, Zenon Sienkiewicz (jedni z założycieli klubu), Heliodor Konopka (wieloletni prezes klubu), Władysław Król i Józef Żyliński (legendarni trenerzy klubu), Maria Kwaśniewska (pierwsza medalistka olimpijska w historii ŁKS), a także były prymas Polski, Józef Glemp.

## Piłka nożna

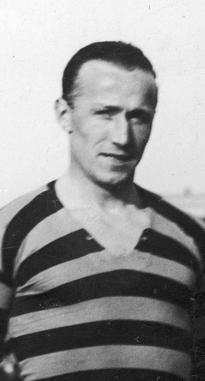
Władysław Król – legendarny trener i sportowiec klubu (piłkarz, hokeista i tenisista ziemny

- mistrzostwo Polski (2x): 1958, 1998
- Puchar Polski: 1957
- 3x mistrzostwo Polski do lat 19: 1962, 1983, 1999
- 2x mistrzostwo Polski do lat 17: 1994, 1999

## Hokej na lodzie
Sekcja obecnie nie istnieje.
Sukcesy
- wicemistrzostwo Polski (1 raz): 1946.
- brązowy medal mistrzostw Polski (5 razy): 1947, 1959, 1971, 1979, 1980.

## Koszykówka

### Sekcja męska
- mistrzostwo Polski: 1953

Zawodnicy

### Sekcja żeńska
- mistrzostwo Polski (9x): 1967, 1972, 1973, 1974, 1982, 1983, 1986, 1995, 1997

Zawodniczki

## Siatkówka

### Sekcja żeńska
Sukcesy
- mistrzostwo Polski: 1983, 2019, 2023[37]
- wicemistrzostwo: 1982, 1986, 2018
- brązowy medal MP: 1985, 1987, 1989, 2020, 2021, 2022

### Sekcja męska
Obecnie nie istnieje; lata działalności: 1929-1948
- 1929 – wyodrębnienie z sekcji lekkoatletycznej sekcję gier sportowych: hazeny, koszykówki i siatkówki z inicjatywy Klaudiusza Lityńskiego.
- 1931 – mistrzostwo Polski.
- 1932 – mistrzostwo Polski.
- 1945 – reaktywacja sekcji przez Eugeniusza Zemełko.
- 1948 – sekcja siatkówki męskiej przestaje istnieć.

Sukcesy
- mistrzostwo Polski: 1931, 1932
- Puchar Polski: 1932

## Boks
Sukcesy
- drużynowe mistrzostwo Polski: 1947, 1948
- medale na indywidualnych mistrzostwach Polski: 6 złotych, 8 srebrnych, 5 brązowych.

Obecnie jest to sekcja amatorska.

## Lekkoatletyka

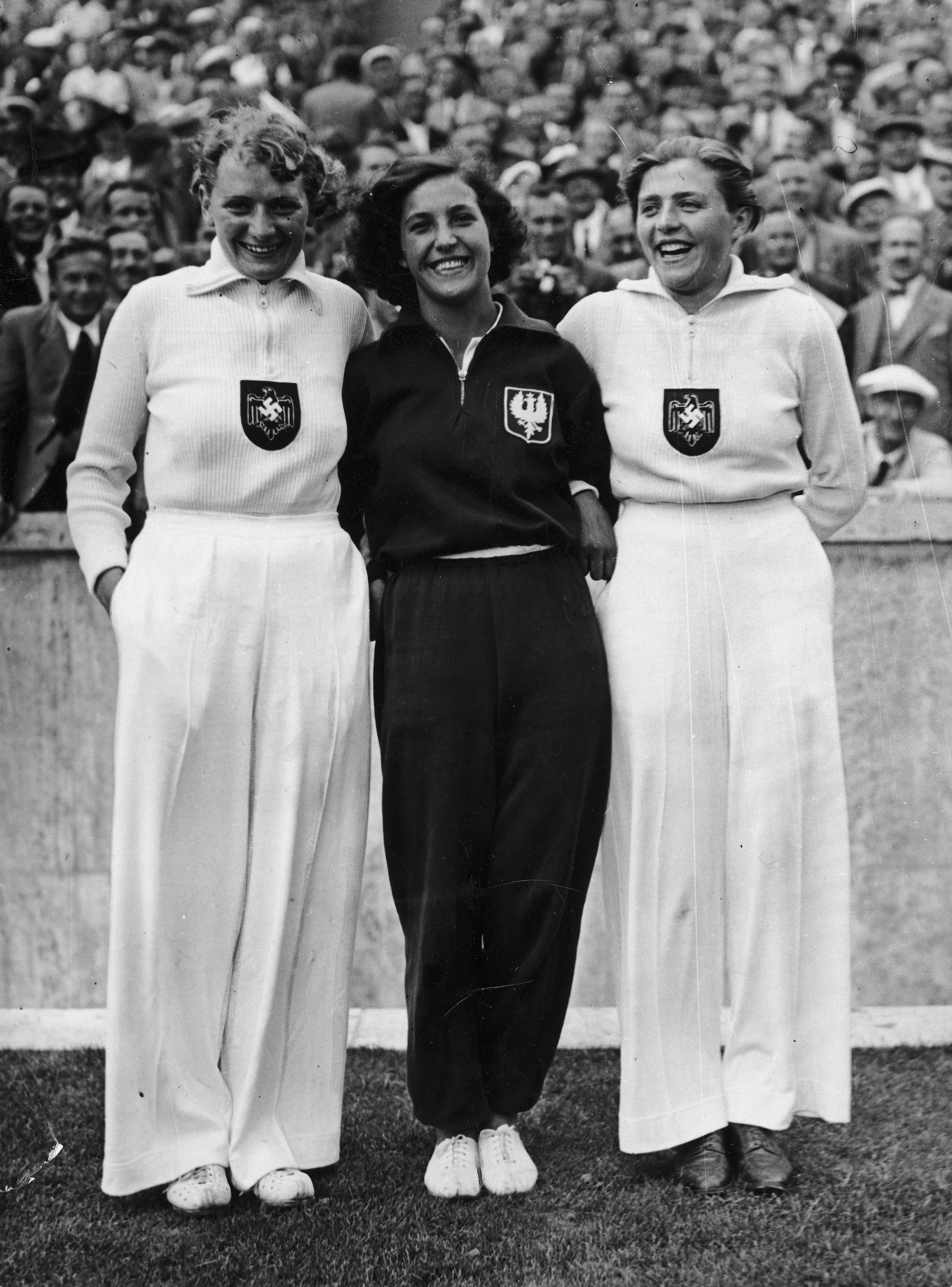
Maria Kwaśniewska (w środku) pierwsza medalistka IO w barwach ŁKS

- 1910 – Henryk Lubawski zwycięża w biegu na 100 m i 400 m w pierwszych mistrzostwach Łodzi w lekkiej atletyce.
- 1913 – Józef Filipiński ustanawia rekord Królestwa Polskiego w biegu na 100 m (11,2 s).
- 1923 – Stefan Kostrzewski wygrywa bieg na 5 km i zostaje pierwszym mistrzem Polski w historii ŁKS.
- 1928 – Genowefa Kobielska zajmuje 8. miejsce w rzucie dyskiem na Igrzyskach w Amsterdamie.
- 1936 – Maria Kwaśniewska zdobywa brązowy medal w rzucie oszczepem na Igrzyskach w Berlinie.
- 1960 – Teresa Wieczorek zdobywa brązowy medal w sztafecie 4x100 m na Igrzyskach w Rzymie.
- 1988 – Artur Partyka wygrywa mistrzostwa świata juniorów w skoku wzwyż w Sudbury.
- 1992 – Artur Partyka zdobywa brązowy medal w skoku wzwyż na Igrzyskach w Barcelonie.
- 1996 – Artur Partyka zdobywa srebrny medal w skoku wzwyż na Igrzyskach w Atlancie.
- 1998 – Artur Partyka zostaje Mistrzem Europy w zawodach w Budapeszcie.

Obecnie sekcja lekkiej atletyki skupia grupy młodzieżowe.
Zawodnicy

## Pozostałe sekcje
Tenis ziemny

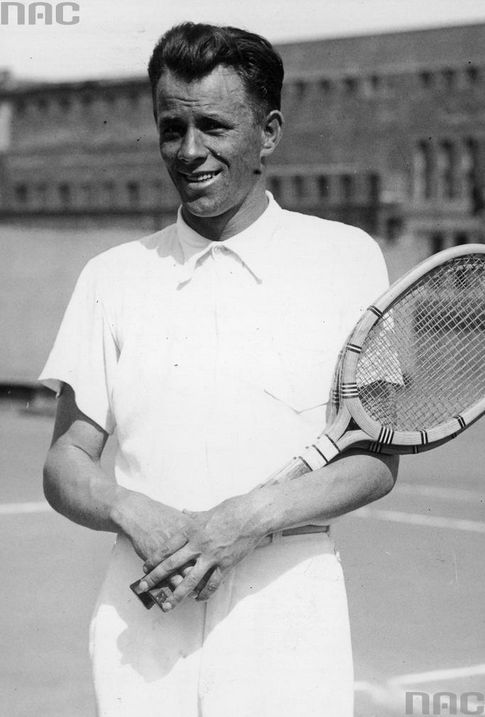
Józef Hebda – mistrz Polski z 1946 roku

- 1913 – rozpoczyna się budowa kortów przy stadionie ŁKS, przy ul. Srebrzyńskiej.
- 1914 – powstaje sekcja tenisa ziemnego, jedna z najstarszych w ŁKS. Inicjatorem był Karol Lewiński.
- 1927 – odrodzenie sekcji pod przewodnictwem Zygmunta Krachulca.
- 1930 – Helena Pajchlowa rozpoczyna karierę.
- 1946 – Józef Hebda pokonuje w finale mistrzostw Polski seniorów innego ełkaesiaka Władysława Skoneckiego.
- 1952 – na kortach ŁKS odbywają się mistrzostwa Polski.
- 1954 – Marysia Dowborówna zdobywa mistrzostwo Polski juniorek.
- 1962 – Maria Dowbór-Lewandowska zdobywa mistrzostwo Polski w deblu i srebro w singlu.
- 1964 – Maria Dowbór-Lewandowska wraca do Miejskiego Klubu Tenisowego.
- 1966 – Helena Pajchlowa kończy karierę.
- 1980 – tenisiści ŁKS zajmują pierwsze miejsce w okręgu, lecz przegrywają awans do II Ligi.
- 1993 – Dorota Muras zdobywa wicemistrzostwo Polski w hali.
- 2007 – powstaje Stowarzyszenie Łódzki Klub Sportowy – Tenis

Obecnie sekcja skupia grupy młodzieżowe.
Zapasy
- 1945 – powstaje sekcja zapaśnicza.
- 1946 – Józef Kulesza zdobywa mistrzostwo Polski seniorów w wadze lekkiej stylu wolnego.
- 1947 – Czesław Gliński zdobywa mistrzostwo Polski.
- 1950 – Czesław Gliński znów zdobywa mistrzostwo Polski.
- 1951 – Czesław Gliński zdobywa kolejne mistrzostwo Polski.
- 1961 – Tadeusz Łąpieś zdobywa mistrzostwo Polski.
- 1962 – Tadeusz Łąpieś znów zdobywa mistrzostwo Polski.
- 1969 – Jan Smulczyk zdobywa mistrzostwo Polski.
- 1975 – Tomasz Busse zdobywa brązowy medal na mistrzostwach świata juniorów.
- 1976 – Tomasz Busse zostaje mistrzem Europy juniorów, sekcja zapaśnicza liczy 224 zawodników.
- 1977 – Tomasz Busse zdobywa mistrzostwo Polski, pierwsze z siedmiu kolejnych.
- 1981 – Tomasz Busse zostaje wicemistrzem Europy.
- 1983 – Zbigniew Gontarek zdobywa mistrzostwo Polski.
- 1984 – Tomasz Busse zdobywa brązowy medal w Mistrzostwach Europy.

Obecnie sekcja skupia około 25 zawodników, głównie w grupach młodzieżowych.
Rugby
- 1926 – pierwsza sekcja rugby w ŁKS (działała przez niecałe dwa sezony).
- 2006 – reaktywacja sekcji.

Podnoszenie ciężarów

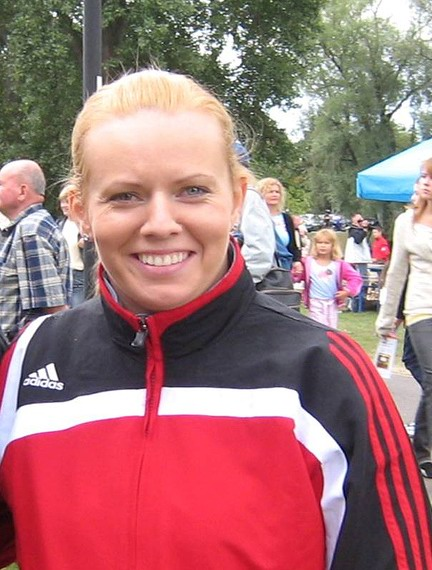
Dominika Misterska-Zasowska – była sztangistka i ostatnia indywidualna mistrzyni Polski w barwach ŁKS

- 1953 – z sekcji zapaśniczej wyodrębniona zostaje sekcja podnoszenia ciężarów.
- 1959 – Zenon Słowiński zdobywa pierwszy złoty medal mistrzostw Polski seniorów.
- 1961 – Zenon Słowiński zdobywa złoty medal mistrzostw Polski seniorów.
- 1963 – Zenon Słowiński zdobywa złoty medal mistrzostw Polski seniorów.
- 1964 – Zenon Słowiński zdobywa złoty medal mistrzostw Polski seniorów.
- 1980 – klub rezygnuje z występów ligowych, skupiając się na szkoleniu młodzieży.
- 1994 – Danuta Ciupa zostaje mistrzynią Polski seniorek.
- 1995 – Dominika Misterska zdobywa tytuł mistrzyni Europy juniorek w Grecji.
- 1996 – Dominika Misterska, srebrny medal Mistrzostw Świata juniorek.
- 1998 – Dominika Misterska mistrzyni Europy juniorek.
- 1999 – Dominika Misterska mistrzyni Europy juniorek.
- 2001 – Dominika Misterska zdobywa ostatnie jak na razie mistrzostwo Polski dla ŁKS i zmienia klub.

Obecnie sekcja skupia grupy młodzieżowe.
Brydż sportowy
- 1962 – powstanie sekcji.
- 1973 – zdobycie Pucharu Polski na turnieju w Bydgoszczy (Włodzimierz Andrejew, Kazimierz Gromski, Władysław Jellinek, Juliusz Kryński).
- 1990 – oficjalne rozwiązanie sekcji, jednak zawodnicy nadal występują pod szyldem ŁKS.
- 2002 – reaktywacja sekcji.

Obecnie brydżyści ŁKS występują w trzeciej lidze centralnej.

## Sekcje nieistniejące
Motorowa
- 1934 – powstanie sekcji motorowej, głównie dla startów w wycieczkach turystycznych i w rajdach.
- 1946 – reaktywacja sekcji motorowej pod wodzą Czesława Fijałkowskiego.
- 1947 – sekcja liczy ponad 300 członków i jest najliczniejsza w ŁKS.
- 1954 – na 3 lata sekcję przeniesiono do Zakładów im. Marchlewskiego.
- 1957 – ponowna reaktywacja pod wodzą Czesława Fijałkowskiego.
- 1958 – tytuł mistrza Polski w wyścigach ulicznych dla Tadeusza Górala.
- 1960 – wstrzymanie finansowania sekcji.
- 1966 – Władysław Sowiński mistrzem Polski w klasie motorów bezlitrażowych.
- 1969 – rozwiązanie sekcji motorowej.

Piłka ręczna i Hazena
- 1929 – wyodrębnienie z sekcji lekkoatletycznej sekcję gier sportowych: hazeny, koszykówki i siatkówki z inicjatywy Klaudiusza Lityńskiego.

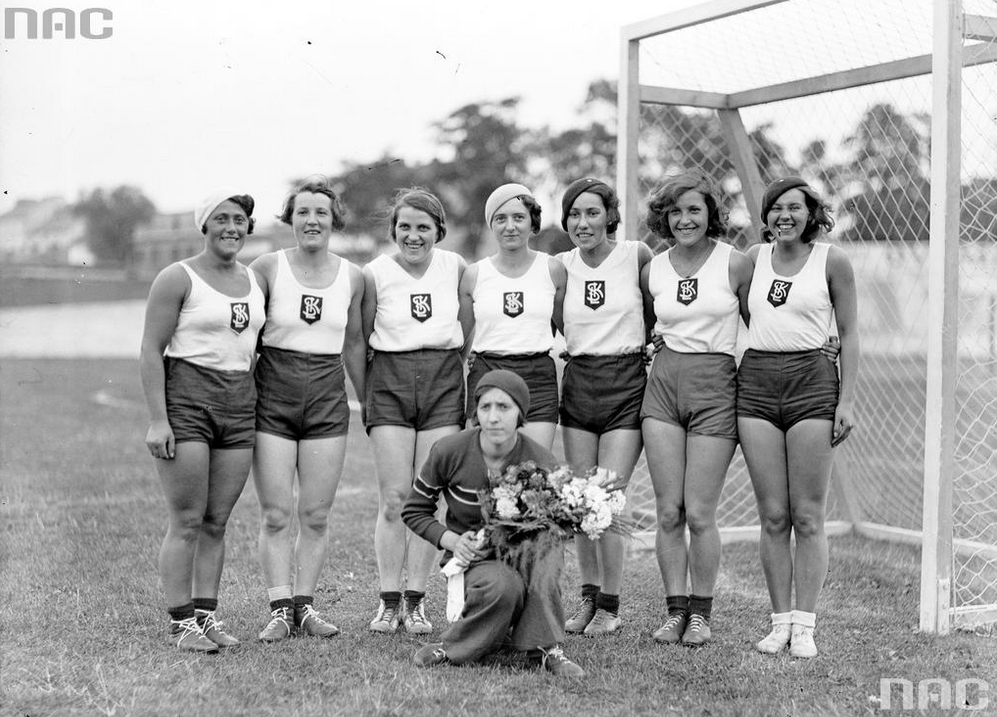
Drużyna hazenistek – trzykrotny mistrz kraju

- 1929 – mistrzostwo Polski zdobywają hazenistki.
- 1930 – wicemistrzostwo Polski  hazena.
- 1932 – mistrzostwo Polski hazena.
- 1933 – mistrzostwo Polski hazena.
- 1933 – przeniesienie sekcji hazeny do IKP Łódź.
- 1939 – mistrzostwo Polski męskiej sekcji piłki ręcznej.
- 1945 – 3. miejsce mistrzostw Polski męskiej sekcji piłki ręcznej.
- 1950 – Wiesław Szulc, jeden z najlepszych zawodników w historii, debiutuje w reprezentacji Polski.
- 1960 – zarząd decyduje o likwidacji sekcji i przeniesieniu całej drużyny męskiej piłki ręcznej do Anilany.
- 1963 – reaktywacja żeńskiej drużyny piłki ręcznej w ŁKS z inicjatywy Renalda Ficego i Szkoły Podstawowej nr 136.
- 1969 – przeniesienie sekcji żeńskiej piłki ręcznej do Anilany i likwidacja sekcji w ŁKS.

Tenis stołowy
- 1924 – początki sekcji – pierwszy stół sprowadzono dzięki Lajosowi Czeizlerowi, węgierskiemu trenerowi piłkarzy ŁKS.
- 1926 – pierwszy mecz ŁKS – Makabi Warszawa 4:2.
- 1928 – Zenon Stollenwerk i drużyna ŁKS mistrzami Łodzi.
- 1949 – reaktywacja sekcji w hali przy ul. Jerzego.
- 1951 – Irena Heindrychowa i Józef Krzysik mistrzami Polski w mikście.
- 1963 – wicemistrzostwo Polski w deblu pań Teresy Łosiak oraz Ireny Kwiatkowskiej.
- 1968 – wicemistrzostwo kraju juniorek Zofii Jałochy i 3. miejsce w drużynowych mistrzostwach Polski juniorów.
- 1978 – odebranie tenisistom stołowym sali przy ul. Jerzego zakończyło działalność sekcji. Zawodnicy przeszli do AZS, Włókniarza, Elty i Startu Łódź.

Szachy

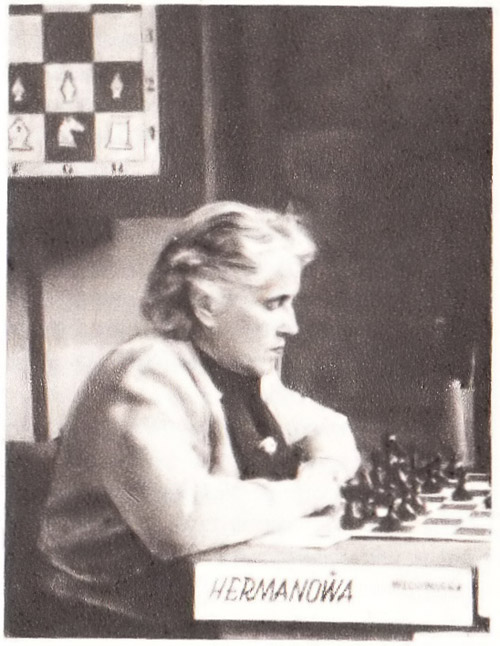
Róża Herman – czołowa szachistka klubu

- 1947 – powstanie w maju sekcji szachowej.
- 1950 – mistrzostwo okręgu szachistów ŁKS, mistrzostwo Polski w kategorii juniorów Jerzego Panasewicza, mistrzostwo Łodzi Franciszka Damańskiego.
- 1951 – indywidualne mistrzostwo Łodzi Jana Gadalińskiego, drużynowe mistrzostwo Łodzi, wicemistrzostwo Polski seniorek dr Róży Hermanowej.
- 1952 – drużynowe mistrzostwo Łodzi.
- 1953 – srebrny medal mistrzostw Polski dr Róży Hermanowej.
- 1954 – drużynowe mistrzostwo Łodzi, drużynowe wicemistrzostwo Polski.
- 1955 – drużynowe mistrzostwo Łodzi.
- 1956 – początek startów w ogólnopolskiej lidze szachowej.
- 1959 – 3. miejsce w lidze szachowej. Andrzej Karnkowski i dr Róża Hermanowa indywidualnymi mistrzami Łodzi.
- 1960 – początek kryzysu w sekcji szachowej.
- 1978 – rezygnacja z udziału w rozgrywkach w łódzkiej klasie B i koniec działalności sekcji.

Gimnastyka sportowa i Gimnastyka artystyczna
- 1950 – powstaje sekcja gimnastyczna ŁKS Włókniarz.
- 1954 – Józef Szuba zostaje trenerem sekcji.
- 1956 – Ewa Fuks triumfuje w mistrzostwach Polski juniorów w klasie II.
- 1958 – Stanisława Burak zdobywa tytuł mistrzyni Polski juniorek w klasie III i wicemistrzyni Polski seniorek.
- 1964 – Maria Zdziennicka zostaje wicemistrzynią Polski seniorek w klasie I, Grażyna Darnikowska zajmuje trzecie miejsce wśród seniorek i pierwsze wśród juniorek w klasie III.
- 1974 – w klubie ćwiczy głównie młodzież, stanowiąca później zaplecze dla Tęczy.
- 1976 – sekcja gimnastyczna zostaje rozwiązana.

pływanie

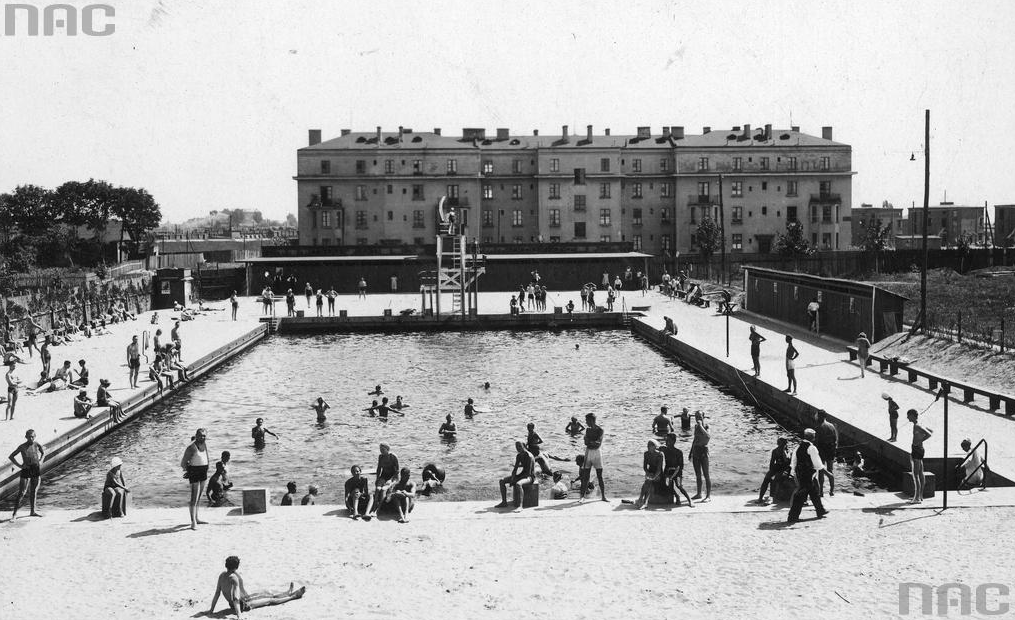
Przedwojenny basen pływacki w ŁKS

- 1931 – powstaje sekcja pływacka i rok później waterpolistów.
- 1932 – siedmiu zawodników ŁKS startuje w Mistrzostwach Polski.
- 1938 – Alina Kowalska pierwszą reprezentantką Polski.
- 1939 – Eugeniusz Majchrzak powołany do kadry, sekcja liczy 66 zawodników i zawodniczek.
- 1947 – reaktywacja sekcji pływackiej.
- 1948 – Eugeniusz Majchrzak zostaje trenerem kadry narodowej.
- 1950 – ŁKS zdobywa Puchar Polski.
- 1955 – upadek sekcji pływackiej.

Strzelectwo
- 1927 – powstaje sekcja strzelecka i oddana zostaje do użytku strzelnica sportowa.
- 1928 – Irena Wentlówna zostaje wicemistrzynią Polski.
- 1929 – Irena Wentlówna, Antoni Nower i drużyna ŁKS zdobywają tytuł mistrzów okręgu.
- 1932 – Zygmunt Michalski zwycięża w VII Narodowych Mistrzostwach Strzeleckich w Poznaniu w strzelaniu z broni długiej.
- 1950 – reaktywacja sekcji po wojnie.
- 1960 – rozwiązanie sekcji.

Szermierka

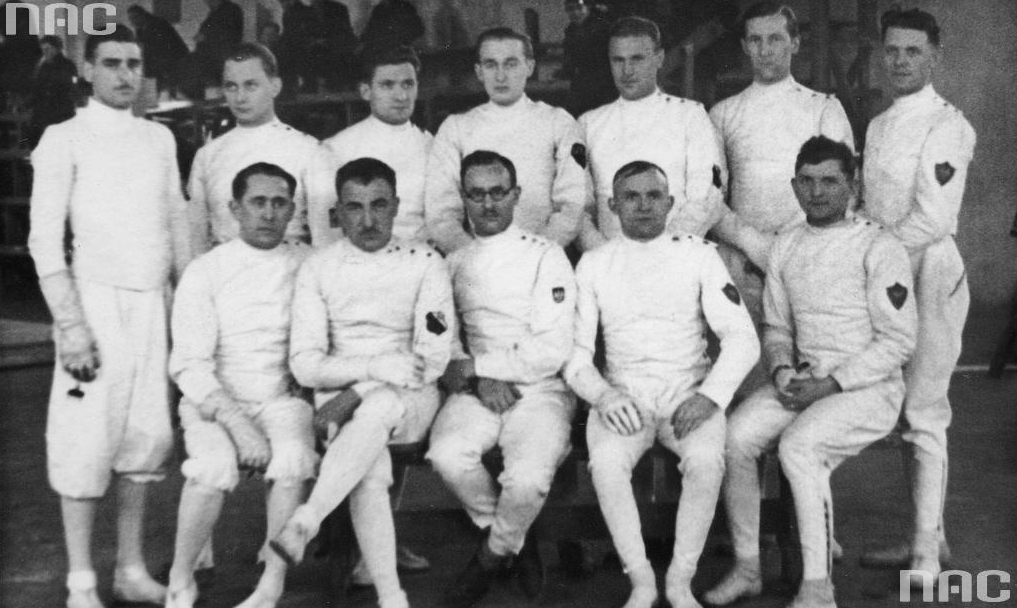
Roman Kantor (stoi pierwszy od lewej) – najlepszy w historii szermierz ŁKS

- 1933 – powstanie sekcji szermierki (4 panie i 12 mężczyzn)
- 1936 – przejście Romana Kantora do ŁKS.
- 1939 – wicemistrzostwo Polski Kantora, mistrzostwo Łodzi szpadzistów.
- 1946 – reaktywacja sekcji szermierczej z siedzibą w sali YMCA.
- 1949 – 3. miejsce w drużynowych mistrzostwach Łodzi.
- 1954 – rozwiązanie sekcji i przejście zawodników do AZS.

Kolarstwo
- 1925 – piętnastu członków założycieli powołuje sekcję kolarską z działami jazdy szybkiej i turystyki.
- 1928 – w IX Igrzyskach Olimpijskich w Amsterdamie startuje Alfred Reul, pierwszy i jedyny kolarz ŁKS.
- 1939 – Mieczysław Jaskólski zdobywa trzecie miejsce w Wyścigu Dookoła Polski.
- 1945 – reaktywacja sekcji.
- 1947 – w Tour de Pologne Henryk Czyż zajmuje 8. miejsce a Andrzej Grynkiewicz wygrywa etap wyścigu.
- 1948 – Henryk Czyż zdobywa mistrzostwo Polski w przełajach. Jerzy Bek w sprincie i na 50 km.
- 1949 – złoty i brązowy medal drużynowych mistrzostw Polski zdobywają torowcy w wyścigu drużynowym na 4 km na dochodzenie. Jerzy Bek na 4 km na dochodzenie zdobywa indywidualne mistrzostwo Polski. Tadeusz Gabrych na 50 km zdobywa mistrzostwo Polski.
- 1950 – Jerzy Bek zdobywa mistrzostwo Polski w sprincie.
- 1951 – drużynowe mistrzostwo Polski na 4 km. Jerzy Bek zdobywa mistrzostwo Polski w wyścigu na 4 km na dochodzenie.
- 1952 – drużynowe mistrzostwo Polski w wyścigu na 100 km szosa, drużynowe mistrzostwo Polski w wyścigu na 4 km. Jerzy Bek zdobywa mistrzostwo Polski w sprincie i w wyścigu na 50 km, Stefan Borucz zdobywa mistrzostwo Polski w wyścigu na 4 km na dochodzenie.
- 1953 – po raz pierwszy Wyścig Pokoju kończy się finiszem na stadionie ŁKS.
- 1955 – Julian Skąpski zdobywa mistrzostwo Polski w wyścigu na 50 km.
- 1956 – Jerzy Bek zdobywa mistrzostwo Polski w wyścigu na 4 km na dochodzenie.
- 1960 – dział jazdy szybkiej kończy działalność.
- 1976 – kończy działalność dział turystyki a wraz z nim cała sekcja kolarska.

Piłka wodna
Uprawiana była od przełomu lat 20 i 30 XX wieku do początku lat 60 XX w.
Piłka rowerowa
Uprawiana była w klubie w okresie międzywojennym XX wieku
Łucznictwo
Podobnie jak piłka rowerowa lata jej istnienia datuje się na okres międzywojenny XX wieku
Szybowcowa
Działała w okresie międzywojennym XX wieku.
Spadochronowa
Skoki spadochronowe uprawiano na powstałej w 1937 roku wieży spadochronowej, liczącej 20 metrów. Działała również w okresie po drugiej wojnie światowej.

## Kibice

### Wczoraj i dziś
ŁKS w momencie powstania (1908) stał się pierwszym w Łodzi klubem polskim, w którym uprawiano piłkę nożną, dzięki czemu cieszył się bardzo dużym zainteresowaniem wśród łodzian, w tym przede wszystkim garnącej się do uprawiania sportu młodzieży. Szerokie i stale rozrastające się grono sympatyków klubu potwierdziło swą znaczącą rolę w kraju w 1932, kiedy to ŁKS wygrał plebiscyt „Przeglądu Sportowego” dla największej liczby kibiców na meczach swojej drużyny w piłkarskiej I lidze (dziś ekstraklasa), za co dostał zegar świetlny firmy Omega.

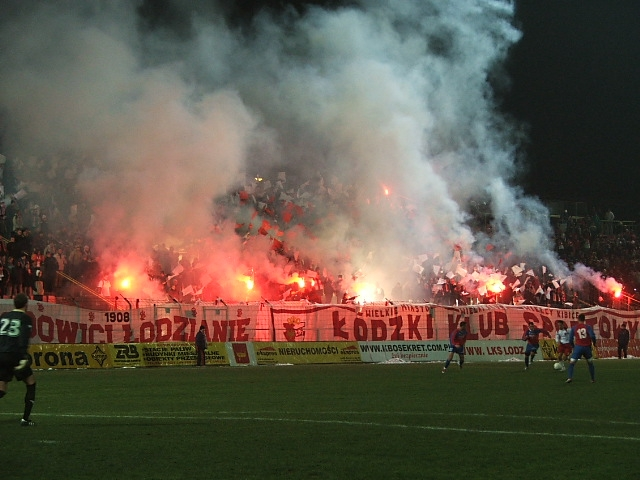
Kibice Łódzkiego Klubu Sportowego podczas meczu

Piłkarze ŁKS przez wiele lat byli wspierani w znaczącej liczbie przez swych sympatyków zarówno na meczach rozgrywanych u siebie, jak i na wyjeździe. Na decydujący o tytule mistrza Polski pojedynek w 1958 z Górnikiem Zabrze pojechało prawie 10 tysięcy łodzian. W latach 70. XX wieku na mecze ŁKS chodziła rekordowa liczba osób – mecze na odnowionym stadionie, w blasku najnowocześniejszych wówczas jupiterów, oglądało ponad 40 tysięcy ludzi.
W przeszłości kibice licznie odwiedzali także obiekty, w których grali przedstawiciele halowych dyscyplin klubu. Na meczach hokeistów ŁKS w Pałacu Sportowym trybuny mogące pomieścić ok. 9 tys. kibiców z reguły zapełniały się do ostatniego miejsca. W 2011 na meczu koszykarzy ŁKS próbowano pobić rekord frekwencji na ligowym meczu halowym w Polsce. Do jego ustanowienia zabrakło niecałe 900 osób (na trybunach zgromadzono 9128 kibiców).
Także dziś, mimo gry w niższych klasach rozgrywkowych kibice wspierają swój klub. Na początku 2014, na przedsezonowej prezentacji piłkarzy w Atlas Arenie – występujących wówczas w IV lidze – przybyło 3 tys. sympatyków. Od 2006 działa tzw. Klub 100, którego celem jest wspieranie finansowo-organizacyjne łódzkiego klubu.

### Plebiscyt oraz znani sympatycy klubu

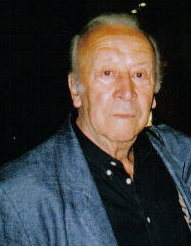
Leon Niemczyk – znany sympatyk ŁKS

W latach 70 i 80 XX wieku organizowany był „Plebiscyt Klubu Kibica ŁKS”, na najpopularniejszego i najlepszego sportowca klubu, który został przeprowadzony 7-krotnie. Dwukrotnie wygrał go Jan Tomaszewski, wieloletni golkiper drużyny piłkarskiej. Oprócz niego triumfowali także: Stanisław Terlecki, Marek Dziuba (piłkarze), Walery Kosyl, Leszek Kokoszka (hokeiści) oraz Wojciech Fiedorczuk (koszykarz). Organizacja plebiscytu została przerwana w 1981, po wprowadzeniu stanu wojennego w Polsce.
Klub miał i ma nadal liczne grono sympatyków, którzy się z nim utożsamiają. Wśród nich znajdziemy m.in. Aleksego Rżewskiego, pierwszego prezydenta Łodzi po odzyskaniu niepodległości w 1918, Menachema Bornszatjna ps. „Ślepy Maks”, legendarnego łódzkiego gangstera, Ludwika Benoit, Leona Niemczyka, Mariana Łącza, cenionych polskich aktorów, O.S.T.R., znanego rapera, a także poetę Ludwika Jerzego Kerna oraz popularnego pisarza fantasy Andrzeja Sapkowskiego.

## Upamiętnienia
W 2008 Poczta Polska wydała okolicznościowe (na 100. rocznicę powstania Łódzkiego Klubu Sportowego) kartę i znaczek pocztowy oraz stempel. Na kopercie znajduje się archiwalne zdjęcie byłego piłkarza klubu, Henryka Szymborskiego, który cieszy się ze zdobytego gola; z kolei na znaczku przedstawione są główne dyscypliny sportowe, które miały lub wciąż mają swoje sekcje w klubie: piłka nożna, hokej na lodzie, koszykówka, tenis i siatkówka.
W Łodzi znajdują się także 4 ulice, których patronami są byli sportowcy ŁKS (olimpijczycy). Uhonorowanymi są: Wawrzyniec Cyl, Antoni Gałecki, Jerzy Potz oraz Władysław Król. Ponadto, podobizna ostatniego z nich znajduje się na fresku „Łódź w pigułce”, na którym pojawiły się 31 najbardziej znane i zasłużone dla miasta osoby.